# The Habit of Happiness
The Habit of Happiness er en amerikansk stumfilm fra 1916 af Allan Dwan.

## Medvirkende
- Douglas Fairbanks - Sunny Wiggins
- George Fawcett - Jonathan Pepper
- Macey Harlan - Foster
- Dorothy West - Elsie Pepper
- George Backus - Mr. Wiggins